# Olivia Bertrand
Olivia Gallay z d. Bertrand (ur. 2 stycznia 1989 w Évian-les-Bains) – francuska narciarka alpejska.

## Kariera
Po raz pierwszy na arenie międzynarodowej pojawiła się 25 listopada 2004 roku w Tignes, gdzie w zawodach FIS zajęła 41. miejsce w gigancie. W 2006 roku wystartowała na mistrzostwach świata juniorów w Quebecu, gdzie siódma w gigancie, dwunasta w slalomie i dziewiętnasta w supergigancie. Jeszcze trzykrotnie startowała w zawodach tego cyklu, zajmując między innymi czwarte miejsce w gigancie podczas mistrzostw świata juniorów w Altenmarkt w 2007 roku.
W zawodach Pucharu Świata zadebiutowała 15 grudnia 2006 roku w Reiteralm, gdzie zajęła 35. miejsce w superkombinacji. Pierwsze pucharowe punkty wywalczyła 28 grudnia 2006 roku w Semmering, zajmując 18. miejsce w gigancie. Nigdy nie stanęła na podium zawodów tego cyklu; najwyższą lokatę wywalczyła 25 stycznia 2009 roku w Cortina d’Ampezzo i 28 listopada 2009 roku w Aspen, gdzie zajmowała 12. miejsce w gigancie. W sezonie 2009/2010 zajęła 72. miejsce w klasyfikacji generalnej.
Wystartowała na igrzyskach olimpijskich w Vancouver w 2010 roku, zajmując 12. miejsce w gigancie. Był to jej jedyny start olimpijski. Ponadto w tej samej konkurencji zajmowała 17. miejsce na mistrzostwach świata w Åre w 2007 roku i 13. miejsce podczas mistrzostw świata w Val d’Isère dwa lata później.

## Osiągnięcia

### Igrzyska olimpijskie
| Miejsce | Dzień     | Rok  | Miejscowość | Konkurencja | Czas biegu | Strata | Zwyciężczyni        |
| ------- | --------- | ---- | ----------- | ----------- | ---------- | ------ | ------------------- |
| 12.     | 25 lutego | 2010 | Vancouver   | Gigant      | 2:27,11    | +1,02  | Viktoria Rebensburg |

### Mistrzostwa świata
| Miejsce | Dzień     | Rok  | Miejscowość | Konkurencja | Czas biegu | Strata | Zwyciężczyni  |
| ------- | --------- | ---- | ----------- | ----------- | ---------- | ------ | ------------- |
| 17.     | 13 lutego | 2007 | Åre         | Gigant      | 2:31,72    | +2,44  | Nicole Hosp   |
| 13.     | 12 lutego | 2009 | Val d’Isère | Gigant      | 2:03,49    | +2,17  | Kathrin Hölzl |

### Mistrzostwa świata juniorów
| Miejsce | Dzień     | Rok  | Miejscowość | Konkurencja | Czas biegu | Strata | Zwyciężczyni          |
| ------- | --------- | ---- | ----------- | ----------- | ---------- | ------ | --------------------- |
| DNF     | 3 marca   | 2006 | Québec      | Zjazd       | 1:13,51    | -      | Marianne Abderhalden  |
| 12.     | 4 marca   | 2006 | Québec      | Slalom      | 1:37,30    | +2,53  | Maria Pietilä-Holmner |
| 19.     | 5 marca   | 2006 | Québec      | Supergigant | 1:10,96    | +2,08  | Anna Fenninger        |
| 7.      | 7 marca   | 2006 | Québec      | Gigant      | 2:22,43    | +1,87  | Tina Weirather        |
| 32.     | 7 marca   | 2007 | Altenmarkt  | Zjazd       | 1:39,69    | +3,81  | Tina Weirather        |
| 4.      | 8 marca   | 2007 | Altenmarkt  | Gigant      | 2:14,90    | +1,40  | Nicole Schmidhofer    |
| 20.     | 9 marca   | 2007 | Altenmarkt  | Supergigant | 1:19,34    | +2,60  | Nicole Schmidhofer    |
| 8.      | 23 lutego | 2008 | Formigal    | Supergigant | 1:40,19    | +2,86  | Viktoria Rebensburg   |
| 14.     | 29 lutego | 2008 | Formigal    | Gigant      | 1:42,50    | +1,99  | Anna Fenninger        |
| 5.      | 2 marca   | 2009 | Ga-Pa       | Gigant      | 2:45,81    | +1,65  | Viktoria Rebensburg   |
| DNF     | 4 marca   | 2009 | Ga-Pa       | Supergigant | 1:19,80    | -      | Viktoria Rebensburg   |

### Puchar Świata

#### Miejsca w klasyfikacji generalnej
- sezon 2006/2007: 107
- sezon 2007/2008: 122.
- sezon 2008/2009: 84.
- sezon 2009/2010: 72.
- sezon 2011/2012: -

#### Miejsca na podium w zawodach
Bertrand nie stanęła na podium zawodów PŚ.